# St Benet's Hall
St Benet's Hall (ook bekend als Benet's) was een Permanent Private Hall (PPH) van de Universiteit van Oxford. De Hall werd in 1897 gesticht door Ampleforth Abbey om haar monniken de mogelijkheid te bieden een seculiere studie te volgen aan de universiteit. De Hall werd genoemd naar Benedictus van Nursia en was gelegen aan St Giles'.
St Benet's was het laatste orgaan binnen de Universiteit van Oxford dat alleen mannen toeliet. In 2014 werden de eerste vrouwen als masterstudenten en promovendi aangenomen en vanaf 2016 liet de Hall ook vrouwen als bachelorstudenten toe.

## Bekende alumni en geassocieerde mensen

### Alumni
- John Cornwell, Brits journalist, auteur en academicus aan de Universiteit van Cambridge
- Kardinaal Basil Hume, Brits geestelijke en aartsbisschop van Westminster (1976-1999)
- Grootvorst Georgi Michajlovitsj van Rusland, erfopvolger van het Huis Romanov

### Ereleden
- Peter Sutherland, Iers politicus, directeur-generaal van de Wereldhandelsorganisatie (1993-1995) en voormalig directeur van Goldman Sachs (1995-2015)